# Amaranthe
Gli Amaranthe sono un supergruppo svedese formato da membri appartenenti a varie band metal (Dreamland, Dream Evil, Dragonland, Nightrage, Cipher System, Within Y, The Cleansing, Koldborn, Mercenary, Engel).

## Storia
La band originariamente si chiamava Avalanche, ma nel maggio 2009, a causa di problemi legali, fu costretta a cambiare nome in Amaranthe.
Il 13 aprile 2011 venne pubblicato l'album di debutto della band, intitolato anch'esso Amaranthe, che riuscì a entrare nelle classifiche svedesi e finlandesi. L'album è una combinazione di sonorità metalcore, con scream, riff di chitarra tipici dell'heavy metal, parti di voce pulita, ritornelli e linee vocali molto catchy e pop, synth ed elettronica.
Il 13 marzo 2013, hanno pubblicato il loro secondo album, The Nexus.
Nel mese di ottobre 2013, Andreas Solveström ha lasciato la band ed è stato sostituito da Henrik Englund (Scarpoint).
Il 28 aprile 2014, il gruppo annuncia l'inizio della registrazione del terzo album in studio, intitolato Massive Addictive, pubblicato il 21 ottobre 2014 con la Spinefarm Records. L'11 maggio 2015 viene estratto Digital World come secondo singolo.
Il 30 ottobre 2015 è stato pubblicato Breaking Point – B-Sides 2011-2015, una raccolta contenente tutte le b-sides dei singoli pubblicati.
Nell'agosto 2016 il gruppo annuncia il termine delle registrazioni del quarto album in studio, prodotto da Jacob Hansen e intitolato Maximalism, pubblicato il 21 ottobre 2016 con l'etichetta Spinefarm Records. L'album è stato anticipato dal singolo That Song, pubblicato il 21 settembre 2016. Il 9 novembre 2016 il cantante Jake Berg annuncia la sua uscita dal gruppo; viene sostituito da Chris Adams, cantante degli Smash Into Pieces, per tutte le date del tour europeo del gruppo.
Nel 2018 registrano la cover del brano Army of the Night del gruppo power metal tedesco Powerwolf per l'edizione speciale di The Sacrament of Sin, che viene pubblicato come singolo.

## Formazione
- Elize Ryd – voce femminile (2009-presente)
- Nils Molin - voce maschile (2017–presente)
- Olof Mörck – chitarra, tastiere (2009-presente)
- Johan Andreassen – basso (2009-presente)
- Morten Løwe Sørensen – batteria (2009-presente)
- Mikael Sehlin - growl (2023-presente)

### Ex componenti
- Andreas Solveström – growl (2009-2013)
- Jake E. Berg – voce maschile (2009-2016)
- Henrik Englund - growl (2013-2022)

### Turnisti
- Richard Sjunnesson – growl
- Olle Ekman – growl (2015)[19]
- Chris Adams – voce maschile (2016)

## Discografia

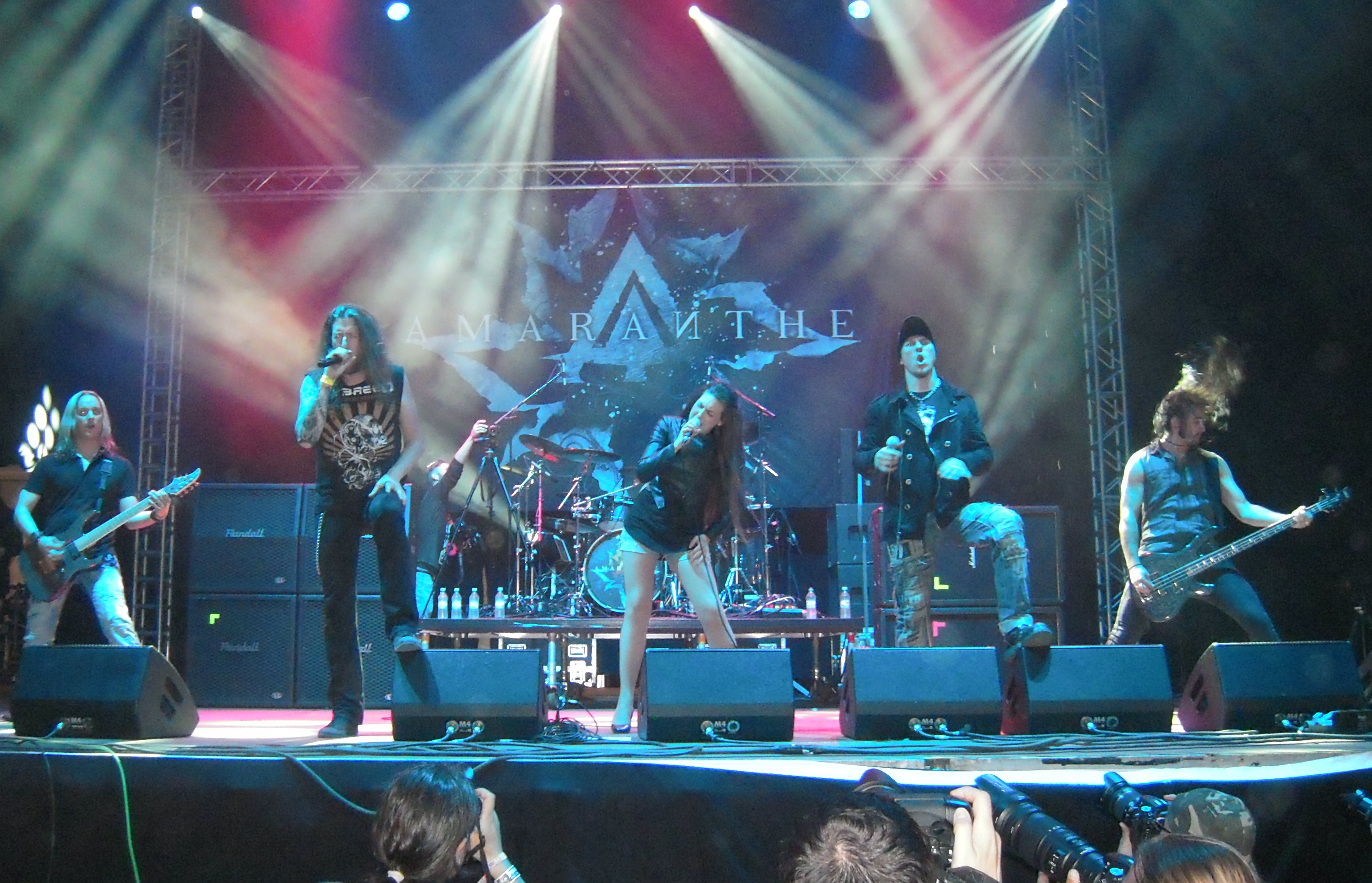
Gli Amaranthe al Wacken Open Air 2012

### Album in studio
- 2011 − Amaranthe
- 2013 − The Nexus
- 2014 – Massive Addictive
- 2016 – Maximalism
- 2018 – Helix
- 2020 – Manifest
- 2024 – The Catalyst

### Raccolte
- 2015 – Breaking Point – B-Sides 2011-2015

### Singoli
- 2011 – Hunger
- 2011 – It's All About Me (Rain)
- 2011 – Amaranthine
- 2012 – 1.000.000 Lightyears
- 2013 – The Nexus
- 2013 – Mechanical Illusion
- 2013 – Burn With Me
- 2013 – Invincible
- 2014 – Drop Dead Cynical
- 2014 – Dynamite
- 2014 – Trinity
- 2015 – Digital World
- 2015 – True
- 2016 – That Song
- 2018 – Army of the Night
- 2018 – 365
- 2018 – Countdown
- 2018 – Inferno
- 2019 – Dream
- 2019 – Helix
- 2019 – GC6
- 2020 – 82nd All The Way
- 2020 – Do or Die
- 2020 – Viral
- 2020 – Archangel